# Романовка (Шарлыкский район)
Романовка — село в Шарлыкском районе Оренбургской области в составе Богородского сельсовета.

## География
Находится на расстоянии примерно 39 километров на юго-восток по прямой от районного центра села Шарлык.

## История
Село образовалось в 1856 году. Участок земли, принадлежащий жителям села Романовки, когда-то был собственностью татар деревни Юзеево. В 1856 году земля была отведена поселенцам из губерний Тамбовской, Пензенской и Курской (69 семей — 400 человек). Массовая застройка поселения начинается с 1857 года. Название связано с деревней Романовкой Тамбовской губернии, откуда вышло большинство первопоселенцев. Начальное название деревни было Новая Романовка.

## Население
Население составляло 334 человека в 2002 году (русские 94 %), 207 по переписи 2010 года.